# One Central Park
One Central Park est un ensemble immobilier à usage mixte situé à Chippendale, dans la banlieue de Sydney, en Australie.

## Description
Développé en tant que coentreprise entre Frasers Property (en) et Sekisui House, il est la première étape du projet de rénovation urbaine de Central Park (en).
Le bâtiment, achevé en 2013, comprend deux tours d'appartements résidentiels, les tours est et ouest de 34 étages sur 116 m et 12 étages sur 64,50 m, ainsi qu'un centre commercial de six étages au pied des tours.
Plusieurs caractéristiques ont permis à One Central Park d'être reconnu comme une structure unique au niveau international dont, principalement, les jardins suspendus verticaux, l'héliostat en porte-à-faux, la centrale de troisième génération à faible émission de dioxyde de carbone et l'usine intégrée de recyclage de l'eau.
Dessiné par les architectes Jean Nouvel et Foster + Partners, le bâtiment a été construit par Watpac, filiale australienne de la société belge BESIX.

### Jardins suspendus verticaux

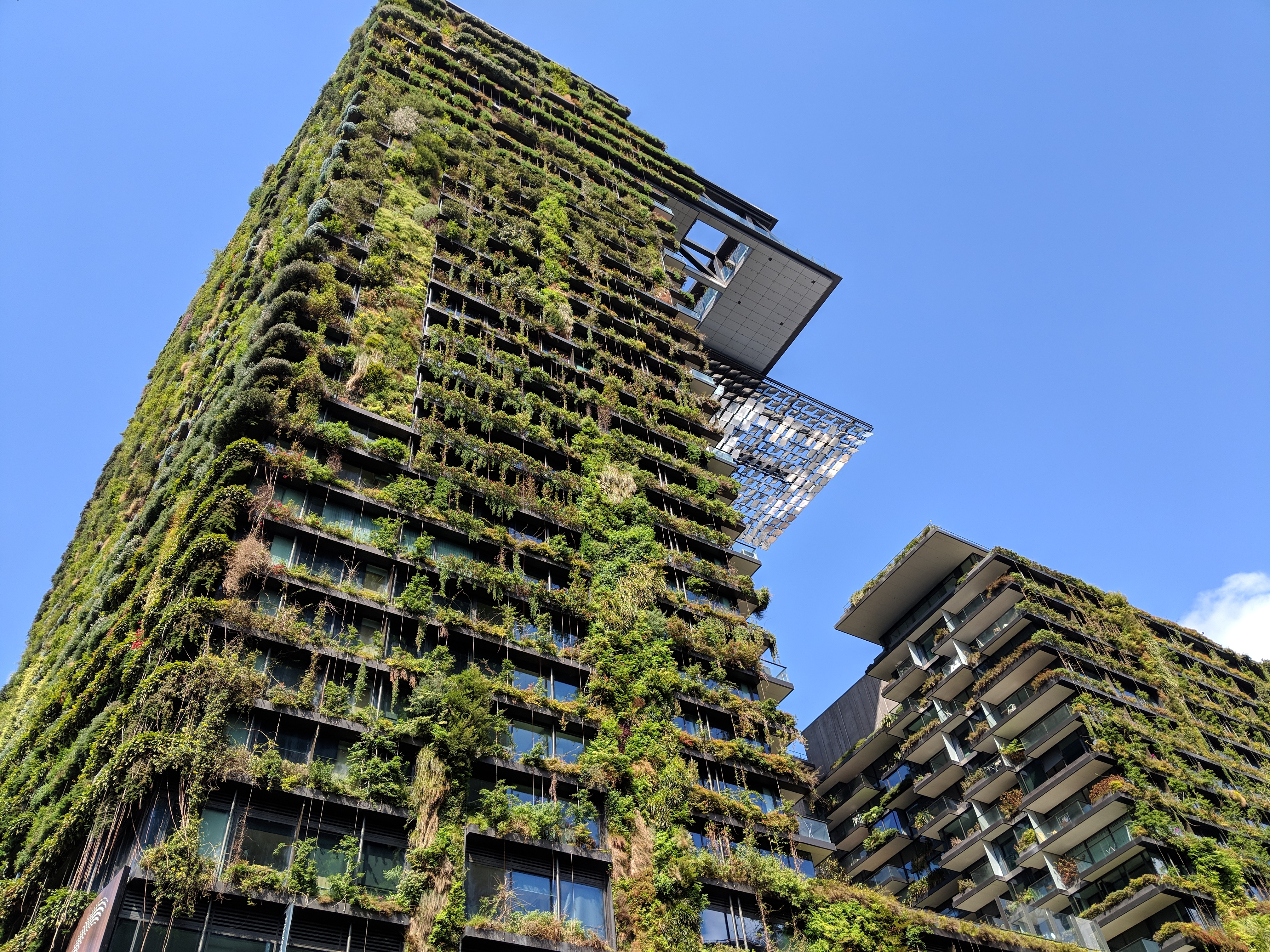
Façades végétalisées.

Les jardins suspendus verticaux de One Central Park ont été imaginés par le botaniste français Patrick Blanc en collaboration avec l'architecte français Jean Nouvel. 
Les jardins sont composés d'un rideau de plantes, de fleurs et de vignes qui s'étend sur plus de cent mètres de haut, et sont devenus le plus haut jardin vertical du monde en 2013.

## Récompenses et distinctions
Le Council on Tall Buildings a décerné à One Central Park trois récompenses en 2014 :  
- Gagnant du prix du meilleur haut bâtiment du monde ("Best Tall Building Worldwide 2014 Winner")
- Prix d'excellence pour l'innovation ("Innovation Award 2014 Award of Excellence")
- Gagnant du prix du meilleur immeuble de grande hauteur pour l'Asie et l'Australasie ("Best Tall Building Asia & Australasia 2014 Winner")[3]